# Назаров, Талбак Назарович
Талбак Назарович Назаров (род. 15 марта 1938) — советский финансист, академик. Доктор экономических наук (1975), профессор, вице-президент АН Таджикистана (1991—1994), министр иностранных дел Республики Таджикистан (1994—2006). Председатель Республиканского благотворительного фонда Таджикистана, учрежденного Президентом Республики Таджикистан Эмомали Рахмоном (2008—2013), Лауреат Государственной премии имени Абуали ибн Сино в области науки (2003).

## Биография
Родился в кишлаке, в Дангаринском районе Хатлонской области. Окончил Душанбинский финансово-кредитный техникум (1953—1956 гг.), Ленинградский финансово-экономический институт (1960 аспирантуру ЛФЭИ (1962—1965), докторантуру ЛЭФИ (1973—1975).
- 1965—1980 гг. — зам. декана, зав. кафедрой, декан экономического факультета, проректор Таджикского государственного университета.
- С 1980 — депутат Верховного совета Таджикской ССР. Депутат Верховного совета СССР.
- 1980—1982 — председатель Совета по изучению производительных сил (СОПС) АН Таджикистана
- 1982—1988 — ректор Таджикского государственного университета
- 1986—1988 — председатель Верховного совета Таджикской ССР
- 1988—1991 — министр народного образования Таджикской ССР
- Весной 1989 года избран народным депутатом СССР  от Орджоникидзеабадского национально-территориального избирательного округа № 378 Таджикской ССР, а затем членом Комитета Верховного Совета СССР по народному образованию и воспитанию[2].
- 1990—1991 — 1-й зам. председателя Совета министров Таджикиской ССР — председатель Госплана
- 1991—1994 — вице-президент АН Таджикистана
- 1994 — руководитель аппарата президента Республики Таджикистан
- 1994—2006 — министр иностранных дел Республики Таджикистан.
- В 1996—1997 — руководитель правительственной делегации на межтаджикских переговорах между правительством РТ и Объединённой таджикской оппозицией.
- С 2008—2013 — член президиума Академии наук, председатель Республиканского Благотворительного фонда Таджикистана, учрежденного Президентом Республики Таджикистан Эмомали Рахмоном[1]

## Научные труды
Автор книги «Современная таджикская дипломатия» в соавторстве с А.Сатторзода (Душанбе, 2006), на таджикском языке, «Экономическая реформа, сотрудничество и безопасность» (Душанбе, 2013) и более 100 научных статей по экономике и истории дипломатии.

## Научная и политическая деятельность
Область научных интересов Назарова Т. — до начала 90-х годов была экономика народного хозяйства. Он возглавлял Совет по изучению производительных сил (СОПС) АН Таджикской ССР (1980—1982). На посту вице президента АН Республики Таджикистан (1991—1994) проводил большую работу по укреплению научно-экспериментальной базы, становлению и развитию основных научных подразделений АН Республики Таджикистан. Возглавляя министерство иностранных дел Таджикистана, Т. Назаров занялся изучением международной дипломатии, имеет ряд публикаций по истории становления таджикской дипломатии и международной политике Республики Таджикистан. Многие его ученики работают в различных областях народного хозяйства и возглавляют научные ячейки в Таджикистане.

## Награды
- Орден Дружбы (28 марта 2007 года, Россия) — за большой вклад в укрепление дружбы и сотрудничества между Российской Федерацией и Республикой Таджикистан[3];
- Орден «Знак Почёта»;
- Медаль «50 лет освоению целинных и залежных земель» (2006);
- Лауреат Государственной премии имени Абуали ибн Сино в области науки (2003);
- Лауреат Межгосударственной премии СНГ «Звёзды Содружества» (2014)[4].